# Верховна Рада України III скликання
Верховна Рада України III скликання — Верховна Рада України, обрана на чергових виборах 29 березня 1998 року. У 2000 році змінено порядок обчислення скликань, унаслідок чого це скликання стало третім (III).
- Термін повноважень: 4 роки
- Початок роботи: 12 травня 1998 року.
- Кінець роботи: 14 травня 2002 року.

## Склад
Сформована за результатами виборів до Верховної Ради 29 березня 1998 року.
| Партія, блок                                                                                                | Лідер                          | % голосів | Депутатів за списками | Депутатів за округами | Усього    |     |
| --- | ------------------------------ | --------- | --------------------- | --------------------- | --------- | --- |
| Комуністична партія України                                                                                 | Симоненко Петро Миколайович    | 24,65     | 84                    | 39                    | 123       |     |
| Народний рух України                                                                                        | Чорновіл Вячеслав Максимович   | 9,40      | 32                    | 14 (+1)               | 46 (47)   |     |
| Виборчий блок Соціалістичної партії України та Селянської партії України «За правду, за народ, за Україну!» | Мороз Олександр Олександрович  | 8,55      | 29                    | 6                     | 35        |     |
| Партія зелених України                                                                                      | Кононов Віталій Миколайович    | 5,43      | 19                    | 0                     | 19        |     |
| Народно-демократична партія                                                                                 | Пустовойтенко Валерій Павлович | 5,01      | 17                    | 11                    | 28        |     |
| Всеукраїнське об'єднання «Громада»                                                                          | Лазаренко Павло Іванович       | 4,67      | 16                    | 8                     | 24        |     |
| Прогресивна соціалістична партія України                                                                    | Вітренко Наталія Михайлівна    | 4,04      | 14                    | 2                     | 16        |     |
| Соціал-демократична партія України (об'єднана)                                                              | Кравчук Леонід Макарович       | 4,01      | 14                    | 3 (+1)                | 17 (18)   |     |
| Виборчий блок партій «Національний фронт»                                                                   |                                |           | —                     | 6                     | 6         |     |
| Партія «Реформи і порядок»                                                                                  |                                |           | —                     | 3                     | 3         |     |
| Аграрна партія України                                                                                      |                                |           | —                     | 2 (+2)                | 2 (4)     |     |
| Виборчий блок партій «Партія праці та Ліберальна партія – РАЗОМ»                                            |                                |           | —                     | 2                     | 2         |     |
| Виборчий блок партій «Блок Демократичних партій – НЕП (народовладдя, економіка, порядок)»                   |                                |           | —                     | 2                     | 2         |     |
| Християнсько-демократична партія України                                                                    |                                |           | —                     | 2                     | 2         |     |
| Партія «Демократичний союз»                                                                                 |                                |           | —                     | 0 (+1)                | 0 (1)     |     |
| Інші партії і блоки                                                                                         |                                |           | —                     | 5                     | 5         |     |
| Самовисуванці                                                                                               |                                |           | —                     | 120 (+5)              | 120 (125) |     |
| Загалом | Загалом                        | Загалом   | Загалом               | 450                   | 450       | 450 |

## Керівництво
| Посада                                         | П. І.Б                         | Фото | Час на посаді                  | Партія                                         | Дата народження          | Дата смерті              |
| ---------------------------------------------- | ------------------------------ | ---- | ------------------------------ | ---------------------------------------------- | ------------------------ | ------------------------ |
| Голова Верховної Ради України                  | Ткаченко Олександр Миколайович |      | 7 липня 1998 — 21 січня 2000   | За правду, за народ, за Україну!               | 7 березня 1939           | 3 січня 2024 (84 роки)   |
| Голова Верховної Ради України                  | Плющ Іван Степанович           |      | 21 січня 2000 — 14 травня 2002 | Народно-демократична партія                    | 11 вересня 1941          | 25 червня 2014 (73 роки) |
| Перший заступник Голови Верховної Ради України | Мартинюк Адам Іванович         |      | 9 липня 1998 — 21 січня 2000   | КПУ                                            | 16 серпня 1950 (74 роки) |                          |
| Перший заступник Голови Верховної Ради України | Медведчук Віктор Володимирович |      | 1 лютого 2000 — 13 грудня 2001 | Соціал-демократична партія України (об'єднана) | 7 серпня 1954 (70 років) |                          |
| Заступник Голови Верховної Ради України        | Медведчук Віктор Володимирович |      | 9 липня 1998 — 1 лютого 2000   | Соціал-демократична партія України (об'єднана) | 7 серпня 1954 (70 років) |                          |
| Заступник Голови Верховної Ради України        | Гавриш Степан Богданович       |      | 1 лютого 2000 — 4 квітня 2002  | Соціал-демократична партія України (об'єднана) | 2 січня 1952 (73 роки)   |                          |

## Депутати
Народні депутати України третього скликання (1998—2002):
Список депутатів
| ПІБ                                    | Фото                                                 | Партія                                           | Область                   | № округу | № у списку | Початок повноважень | Кінець повноважень |
| -------------------------------------- | ---------------------------------------------------- | ------------------------------------------------ | ------------------------- | -------- | ---------- | ------------------- | ------------------ |
| Симоненко Петро Миколайович            |                                                      | Комуністична партія України                      | Багатомандатний округ     |          | 1          | 12.05.1998          | 14.05.2002         |
| Парубок Омелян Никонович               |                                                      | Комуністична партія України                      | Багатомандатний округ     |          | 2          | 12.05.1998          | 14.05.2002         |
| Наливайко Анатолій Михайлович          |                                                      | Комуністична партія України                      | Багатомандатний округ     |          | 3          | 12.05.1998          | 14.05.2002         |
| Олійник Борис Ілліч                    |                                                      | Комуністична партія України                      | Багатомандатний округ     |          | 4          | 12.05.1998          | 14.05.2002         |
| Заклунна-Мироненко Валерія Гавриїлівна |                                                      | Комуністична партія України                      | Багатомандатний округ     |          | 5          | 12.05.1998          | 14.05.2002         |
| Мартинюк Адам Іванович                 |                                                      | Комуністична партія України                      | Багатомандатний округ     |          | 6          | 12.05.1998          | 14.05.2002         |
| Драголюнцев Анатолій Дмитрович         |                                                      | Комуністична партія України                      | Багатомандатний округ     |          | 7          | 12.05.1998          | 14.05.2002         |
| Сіренко Василь Федорович               |                                                      | Комуністична партія України                      | Багатомандатний округ     |          | 8          | 12.05.1998          | 14.05.2002         |
| Молчанов Борис Якович                  |                                                      | Комуністична партія України                      | Багатомандатний округ     |          | 9          | 12.05.1998          | 14.05.2002         |
| Строгов Анатолій Никандрович           |                                                      | Комуністична партія України                      | Багатомандатний округ     |          | 10         | 12.05.1998          | 14.05.2002         |
| Матвєєв Володимир Йосипович            |                                                      | Комуністична партія України                      | Багатомандатний округ     |          | 12         | 12.05.1998          | 14.05.2002         |
| Сизенко Юрій Павлович                  |                                                      | Комуністична партія України                      | Багатомандатний округ     |          | 13         | 12.05.1998          | 14.05.2002         |
| Грачев Олег Олексійович                |                                                      | Комуністична партія України                      | Багатомандатний округ     |          | 14         | 12.05.1998          | 14.05.2002         |
| Хара Василь Георгійович                |                                                      | Комуністична партія України                      | Багатомандатний округ     |          | 15         | 12.05.1998          | 14.05.2002         |
| Аніщук Володимир Васильович            |                                                      | Комуністична партія України                      | Багатомандатний округ     |          | 17         | 12.05.1998          | 14.05.2002         |
| Крючков Георгій Корнійович             |                                                      | Комуністична партія України                      | Багатомандатний округ     |          | 18         | 12.05.1998          | 14.05.2002         |
| Єщенко Володимир Миколайович           |                                                      | Комуністична партія України                      | Багатомандатний округ     |          | 19         | 12.05.1998          | 14.05.2002         |
| Луценко Віталій Іванович               |                                                      | Комуністична партія України                      | Багатомандатний округ     |          | 20         | 20.05.1998          | 04.06.1999         |
| Чекалін Володимир Миколайович          |                                                      | Комуністична партія України                      | Багатомандатний округ     |          | 21         | 12.05.1998          | 14.05.2002         |
| Пономаренко Георгій Григорович         |                                                      | Комуністична партія України                      | Багатомандатний округ     |          | 22         | 12.05.1998          | 14.05.2002         |
| Жежук Наталія Сергіївна                |                                                      | Комуністична партія України                      | Багатомандатний округ     |          | 23         | 12.05.1998          | 14.05.2002         |
| Александровська Алла Олександрівна     |                                                      | Комуністична партія України                      | Багатомандатний округ     |          | 24         | 12.05.1998          | 14.05.2002         |
| Гуренко Станіслав Іванович             |                                                      | Комуністична партія України                      | Багатомандатний округ     |          | 25         | 12.05.1998          | 14.05.2002         |
| Буйко Георгій Володимирович            |                                                      | Комуністична партія України                      | Багатомандатний округ     |          | 26         | 12.05.1998          | 14.05.2002         |
| Анненков Єгор Іванович                 | Файл:НДУ 3 Анненков Єгор Іванович.jpg                | Комуністична партія України                      | Багатомандатний округ     |          | 27         | 12.05.1998          | 14.05.2002         |
| Долженко Геннадій Петрович             |                                                      | Комуністична партія України                      | Багатомандатний округ     |          | 28         | 12.05.1998          | 14.05.2002         |
| Ведмідь Аліна Петрівна                 |                                                      | Комуністична партія України                      | Багатомандатний округ     |          | 29         | 12.05.1998          | 14.05.2002         |
| Мармазов Євген Васильович              |                                                      | Комуністична партія України                      | Багатомандатний округ     |          | 30         | 12.05.1998          | 14.05.2002         |
| Корнійчук Ігор Володимирович           |                                                      | Комуністична партія України                      | Багатомандатний округ     |          | 31         | 12.05.1998          | 14.05.2002         |
| Чичканов Сергій Владленович            |                                                      | Комуністична партія України                      | Багатомандатний округ     |          | 32         | 12.05.1998          | 14.05.2002         |
| Голуб Олександр Володимирович          |                                                      | Комуністична партія України                      | Багатомандатний округ     |          | 33         | 12.05.1998          | 14.05.2002         |
| Самойлик Катерина Семенівна            |                                                      | Комуністична партія України                      | Багатомандатний округ     |          | 34         | 12.05.1998          | 14.05.2002         |
| Бондарчук Олександр Васильович         |                                                      | Комуністична партія України                      | Багатомандатний округ     |          | 35         | 12.05.1998          | 14.05.2002         |
| Мішура Валерій Дмитрович               |                                                      | Комуністична партія України                      | Багатомандатний округ     |          | 36         | 12.05.1998          | 14.05.2002         |
| Василенко Анатолій Стефанович          |                                                      | Комуністична партія України                      | Багатомандатний округ     |          | 37         | 12.05.1998          | 14.05.2002         |
| Борщевський Віктор Валентинович        |                                                      | Комуністична партія України                      | Багатомандатний округ     |          | 39         | 12.05.1998          | 14.05.2002         |
| Матвєєв Валентин Григорович            |                                                      | Комуністична партія України                      | Багатомандатний округ     |          | 40         | 12.05.1998          | 14.05.2002         |
| Панасовський Олег Григорович           |                                                      | Комуністична партія України                      | Багатомандатний округ     |          | 41         | 12.05.1998          | 14.05.2002         |
| Пхиденко Станіслав Семенович           |                                                      | Комуністична партія України                      | Багатомандатний округ     |          | 42         | 12.05.1998          | 14.05.2002         |
| Яковенко Леонід Олександрович          |                                                      | Комуністична партія України                      | Багатомандатний округ     |          | 43         | 12.05.1998          | 02.02.1999         |
| Доманський Анатолій Іванович           |                                                      | Комуністична партія України                      | Багатомандатний округ     |          | 44         | 12.05.1998          | 14.05.2002         |
| Левченко Анатолій Іванович             |                                                      | Комуністична партія України                      | Багатомандатний округ     |          | 45         | 12.05.1998          | 14.05.2002         |
| Сімонов Володимир Дмитрович            |                                                      | Комуністична партія України                      | Багатомандатний округ     |          | 46         | 12.05.1998          | 14.05.2002         |
| Кирил Володимир Олексійович            |                                                      | Комуністична партія України                      | Багатомандатний округ     |          | 47         | 12.05.1998          | 14.05.2002         |
| Петров Віктор Борисович                |                                                      | Комуністична партія України                      | Багатомандатний округ     |          | 48         | 12.05.1998          | 14.05.2002         |
| Буждиган Пилип Пилипович               |                                                      | Комуністична партія України                      | Багатомандатний округ     |          | 49         | 12.05.1998          | 14.05.2002         |
| Синенко Світлана Іванівна              |                                                      | Комуністична партія України                      | Багатомандатний округ     |          | 50         | 12.05.1998          | 14.05.2002         |
| Дайнеко Леонід Іванович                |                                                      | Комуністична партія України                      | Багатомандатний округ     |          | 51         | 12.05.1998          | 14.05.2002         |
| Мигович Іван Іванович                  |                                                      | Комуністична партія України                      | Багатомандатний округ     |          | 52         | 12.05.1998          | 14.05.2002         |
| Тищенко Павло Васильович               |                                                      | Комуністична партія України                      | Багатомандатний округ     |          | 53         | 12.05.1998          | 14.05.2002         |
| Круценко Василь Якович                 |                                                      | Комуністична партія України                      | Багатомандатний округ     |          | 54         | 12.05.1998          | 14.05.2002         |
| Старинець Олександр Георгійович        |                                                      | Комуністична партія України                      | Багатомандатний округ     |          | 55         | 12.05.1998          | 14.05.2002         |
| Морозов Анатолій Петрович              |                                                      | Комуністична партія України                      | Багатомандатний округ     |          | 56         | 12.05.1998          | 14.05.2002         |
| Петренко Володимир Оникійович          |                                                      | Комуністична партія України                      | Багатомандатний округ     |          | 57         | 12.05.1998          | 14.05.2002         |
| Кушнір Олександр Дмитрович             |                                                      | Комуністична партія України                      | Багатомандатний округ     |          | 58         | 12.05.1998          | 14.05.2002         |
| Дорогунцов Сергій Іванович             |                                                      | Комуністична партія України                      | Багатомандатний округ     |          | 60         | 12.05.1998          | 14.05.2002         |
| Стрижко Леонід Петрович                |                                                      | Комуністична партія України                      | Багатомандатний округ     |          | 61         | 12.05.1998          | 14.05.2002         |
| Чичков Валерій Михайлович              |                                                      | Комуністична партія України                      | Багатомандатний округ     |          | 62         | 12.05.1998          | 14.05.2002         |
| Кучеренко Валерій Михайлович           |                                                      | Комуністична партія України                      | Багатомандатний округ     |          | 65         | 12.05.1998          | 14.05.2002         |
| Варбанець Іван Михайлович              |                                                      | Комуністична партія України                      | Багатомандатний округ     |          | 67         | 02.02.1999          | 14.05.2002         |
| Оплачко Володимир Миколайович          |                                                      | Комуністична партія України                      | Багатомандатний округ     |          | 68         | 12.05.1998          | 14.05.2002         |
| Кондратенко Анатолій Іванович          |                                                      | Комуністична партія України                      | Багатомандатний округ     |          | 69         | 12.05.1998          | 14.05.2002         |
| Туш Михайло Никифорович                |                                                      | Комуністична партія України                      | Багатомандатний округ     |          | 70         | 12.05.1998          | 14.05.2002         |
| Райковський Броніслав Станіславович    |                                                      | Комуністична партія України                      | Багатомандатний округ     |          | 74         | 12.05.1998          | 14.05.2002         |
| Пасєчна Людмила Яківна                 | Файл:НДУ 3 Пасєчна Людмила Яківна.jpg                | Комуністична партія України                      | Багатомандатний округ     |          | 75         | 12.05.1998          | 14.05.2002         |
| Звонарж Андрій Юрійович                |                                                      | Комуністична партія України                      | Багатомандатний округ     |          | 76         | 12.05.1998          | 14.05.2002         |
| Попов Георгій Дмитрович                |                                                      | Комуністична партія України                      | Багатомандатний округ     |          | 77         | 12.05.1998          | 14.05.2002         |
| Охріменко Костянтин Олександрович      |                                                      | Комуністична партія України                      | Багатомандатний округ     |          | 79         | 12.05.1998          | 14.05.2002         |
| Малєвський Олександр Тихонович         |                                                      | Комуністична партія України                      | Багатомандатний округ     |          | 80         | 12.05.1998          | 14.05.2002         |
| Федоренко Любов Петрівна               |                                                      | Комуністична партія України                      | Багатомандатний округ     |          | 81         | 12.05.1998          | 14.05.2002         |
| Хунов Анатолій Ісмаїлович              |                                                      | Комуністична партія України                      | Багатомандатний округ     |          | 83         | 12.05.1998          | 14.05.2002         |
| Сінченко Сергій Григорович             |                                                      | Комуністична партія України                      | Багатомандатний округ     |          | 84         | 12.05.1998          | 14.05.2002         |
| Кожевников Борис Михайлович            |                                                      | Комуністична партія України                      | Багатомандатний округ     |          | 86         | 12.05.1998          | 14.05.2002         |
| Чивюк Микола Васильович                |                                                      | Комуністична партія України                      | Багатомандатний округ     |          | 87         | 12.05.1998          | 14.05.2002         |
| Красняков Євген Васильович             |                                                      | Комуністична партія України                      | Багатомандатний округ     |          | 89         | 12.05.1998          | 14.05.2002         |
| Кухарчук Микола Андрійович             |                                                      | Комуністична партія України                      | Багатомандатний округ     |          | 91         | 12.05.1998          | 14.05.2002         |
| Пейгалайнен Анатолій Володимирович     |                                                      | Комуністична партія України                      | Багатомандатний округ     |          | 93         | 12.05.1998          | 14.05.2002         |
| Степура Владислав Сергійович           |                                                      | Комуністична партія України                      | Багатомандатний округ     |          | 94         | 12.05.1998          | 14.05.2002         |
| Штепа Наталія Петрівна                 |                                                      | Комуністична партія України                      | Багатомандатний округ     |          | 95         | 12.05.1998          | 14.05.2002         |
| Хмельовий Анатолій Петрович            |                                                      | Комуністична партія України                      | Багатомандатний округ     |          | 96         | 12.05.1998          | 14.05.2002         |
| Кузнєцов Павло Сергійович              |                                                      | Комуністична партія України                      | Багатомандатний округ     |          | 98         | 12.05.1998          | 14.05.2002         |
| Лантух Василь Іванович                 |                                                      | Комуністична партія України                      | Багатомандатний округ     |          | 99         | 12.05.1998          | 14.05.2002         |
| Терещук Василь Васильович              |                                                      | Комуністична партія України                      | Багатомандатний округ     |          | 100        | 19.05.1998          | 14.05.2002         |
| Гінзбург Ольга Петрівна                |                                                      | Комуністична партія України                      | Багатомандатний округ     |          | 102        | 05.10.1998          | 14.05.2002         |
| Іванов Валерій Геннадійович            |                                                      | Комуністична партія України                      | Багатомандатний округ     |          | 103        | 18.02.1999          | 14.05.2002         |
| Анастасієв Валентин Олексійович        |                                                      | Комуністична партія України                      | Багатомандатний округ     |          | 104        | 09.02.1999          | 14.05.2002         |
| Соломатін Юрій Петрович                |                                                      | Комуністична партія України                      | Багатомандатний округ     |          | 105        | 18.06.1999          | 14.05.2002         |
| Чорновіл Вячеслав Максимович           |                                                      | Народний рух України                             | Багатомандатний округ     |          | 1          | 12.05.1998          | 26.03.1999         |
| Удовенко Геннадій Йосипович            |                                                      | Народний рух України                             | Багатомандатний округ     |          | 3          | 12.05.1998          | 14.05.2002         |
| Костенко Юрій Іванович                 |                                                      | Народний рух України                             | Багатомандатний округ     |          | 5          | 12.05.1998          | 14.05.2002         |
| Заєць Іван Олександрович               |                                                      | Народний рух України                             | Багатомандатний округ     |          | 6          | 12.05.1998          | 02.03.2000         |
| Бойко Богдан Федорович                 |                                                      | Народний рух України                             | Багатомандатний округ     |          | 7          | 12.05.1998          | 14.05.2002         |
| Мустафа Джемілєв                       | Файл:НДУ 3 Мустафа Джемілєв.jpg                      | Народний рух України                             | Багатомандатний округ     |          | 9          | 12.05.1998          | 14.05.2002         |
| Кожин Борис Борисович                  |                                                      | Народний рух України                             | Багатомандатний округ     |          | 12         | 12.05.1998          | 14.05.2002         |
| Бондаренко Олена Федорівна             |                                                      | Народний рух України                             | Багатомандатний округ     |          | 13         | 12.05.1998          | 14.05.2002         |
| Юхновський Ігор Рафаїлович             |                                                      | Народний рух України                             | Багатомандатний округ     |          | 15         | 12.05.1998          | 14.05.2002         |
| Григорович Лілія Степанівна            |                                                      | Народний рух України                             | Багатомандатний округ     |          | 17         | 12.05.1998          | 14.05.2002         |
| Кириленко В'ячеслав Анатолійович       |                                                      | Народний рух України                             | Багатомандатний округ     |          | 18         | 12.05.1998          | 14.05.2002         |
| Червоній Василь Михайлович             |                                                      | Народний рух України                             | Багатомандатний округ     |          | 19         | 12.05.1998          | 14.05.2002         |
| Федорин Ярослав Володимирович          |                                                      | Народний рух України                             | Багатомандатний округ     |          | 20         | 12.05.1998          | 14.05.2002         |
| Коваль Вячеслав Станіславович          |                                                      | Народний рух України                             | Багатомандатний округ     |          | 21         | 12.05.1998          | 06.04.2000         |
| Шепа Василь Васильович                 |                                                      | Народний рух України                             | Багатомандатний округ     |          | 22         | 12.05.1998          | 14.05.2002         |
| Зварич Роман Михайлович                |                                                      | Народний рух України                             | Багатомандатний округ     |          | 24         | 12.05.1998          | 14.05.2002         |
| Бойчук Іван Васильович                 |                                                      | Народний рух України                             | Багатомандатний округ     |          | 25         | 12.05.1998          | 14.05.2002         |
| Креч Едуард Едуардович                 |                                                      | Народний рух України                             | Багатомандатний округ     |          | 27         | 12.05.1998          | 14.05.2002         |
| Шевченко Віталій Федорович             |                                                      | Народний рух України                             | Багатомандатний округ     |          | 28         | 12.05.1998          | 14.05.2002         |
| Манчуленко Георгій Манолійович         |                                                      | Народний рух України                             | Багатомандатний округ     |          | 30         | 12.05.1998          | 14.05.2002         |
| Сігал Євген Якович                     |                                                      | Народний рух України                             | Багатомандатний округ     |          | 31         | 12.05.1998          | 14.05.2002         |
| Павличко Дмитро Васильович             |                                                      | Народний рух України                             | Багатомандатний округ     |          | 33         | 12.05.1998          | 17.03.1999         |
| Чайка Віктор Володимирович             |                                                      | Народний рух України                             | Багатомандатний округ     |          | 34         | 12.05.1998          | 14.05.2002         |
| Борзов Валерій Пилипович               |                                                      | Народний рух України                             | Багатомандатний округ     |          | 35         | 12.05.1998          | 14.05.2002         |
| Альошин Валерій Борисович              |                                                      | Народний рух України                             | Багатомандатний округ     |          | 36         | 12.05.1998          | 14.05.2002         |
| Асадчев Валерій Михайлович             |                                                      | Народний рух України                             | Багатомандатний округ     |          | 37         | 12.05.1998          | 14.05.2002         |
| Костинюк Богдан Іванович               |                                                      | Народний рух України                             | Багатомандатний округ     |          | 38         | 12.05.1998          | 14.05.2002         |
| Ключковський Юрій Богданович           |                                                      | Народний рух України                             | Багатомандатний округ     |          | 39         | 12.05.1998          | 14.05.2002         |
| Чобіт Дмитро Васильович                |                                                      | Народний рух України                             | Багатомандатний округ     |          | 40         | 12.05.1998          | 14.05.2002         |
| Глухівський Лев Йосипович              |                                                      | Народний рух України                             | Багатомандатний округ     |          | 41         | 12.05.1998          | 14.05.2002         |
| Тарасюк Ігор Григорович                |                                                      | Народний рух України                             | Багатомандатний округ     |          | 42         | 12.05.1998          | 14.05.2002         |
| Чорноволенко Олександр Віленович       |                                                      | Народний рух України                             | Багатомандатний округ     |          | 43         | 13.10.1998          | 14.05.2002         |
| Кендзьор Ярослав Михайлович            |                                                      | Народний рух України                             | Багатомандатний округ     |          | 44         | 23.03.1999          | 14.05.2002         |
| Проценко Валентина Василівна           |                                                      | Народний рух України                             | Багатомандатний округ     |          | 45         | 06.05.1999          | 14.05.2002         |
| Кульчинський Микола Георгійович        |                                                      | Народний рух України                             | Багатомандатний округ     |          | 47         | 04.04.2000          | 14.05.2002         |
| Таран-Терен Віктор Васильович          |                                                      | Народний рух України                             | Багатомандатний округ     |          | 48         | 19.04.2000          | 14.05.2002         |
| Довгань Сергій Васильович              |                                                      | Блок «За правду, за народ, за Україну!»          | Багатомандатний округ     |          | 2          | 12.05.1998          | 14.05.2002         |
| Суслов Віктор Іванович                 |                                                      | Блок «За правду, за народ, за Україну!»          | Багатомандатний округ     |          | 3          | 12.05.1998          | 14.05.2002         |
| Бокий Іван Сидорович                   |                                                      | Блок «За правду, за народ, за Україну!»          | Багатомандатний округ     |          | 5          | 12.05.1998          | 14.05.2002         |
| Довгань Костянтин Васильович           |                                                      | Блок «За правду, за народ, за Україну!»          | Багатомандатний округ     |          | 8          | 12.05.1998          | 14.05.2002         |
| Вінський Йосип Вікентійович            |                                                      | Блок «За правду, за народ, за Україну!»          | Багатомандатний округ     |          | 9          | 12.05.1998          | 14.05.2002         |
| Марковська Ніна Степанівна             |                                                      | Блок «За правду, за народ, за Україну!»          | Багатомандатний округ     |          | 10         | 12.05.1998          | 14.05.2002         |
| Зубов Валентин Сергійович              |                                                      | Блок «За правду, за народ, за Україну!»          | Багатомандатний округ     |          | 11         | 12.05.1998          | 14.05.2002         |
| Степанов Михайло Володимирович         |                                                      | Блок «За правду, за народ, за Україну!»          | Багатомандатний округ     |          | 12         | 12.05.1998          | 14.05.2002         |
| Кирильчук Євген Іванович               |                                                      | Блок «За правду, за народ, за Україну!»          | Багатомандатний округ     |          | 13         | 12.05.1998          | 14.05.2002         |
| Кіяшко Сергій Миколайович              |                                                      | Блок «За правду, за народ, за Україну!»          | Багатомандатний округ     |          | 14         | 12.05.1998          | 14.05.2002         |
| Покотило Ніна Олексіївна               |                                                      | Блок «За правду, за народ, за Україну!»          | Багатомандатний округ     |          | 15         | 12.05.1998          | 14.05.2002         |
| Новик Анатолій Матвійович              |                                                      | Блок «За правду, за народ, за Україну!»          | Багатомандатний округ     |          | 16         | 12.05.1998          | 14.05.2002         |
| Макеєнко Володимир Володимирович       |                                                      | Блок «За правду, за народ, за Україну!»          | Багатомандатний округ     |          | 17         | 12.05.1998          | 14.05.2002         |
| Дроботов Анатолій Іванович             |                                                      | Блок «За правду, за народ, за Україну!»          | Багатомандатний округ     |          | 18         | 12.05.1998          | 14.05.2002         |
| Лавриненко Микола Федорович            |                                                      | Блок «За правду, за народ, за Україну!»          | Багатомандатний округ     |          | 19         | 12.05.1998          | 14.05.2002         |
| Костусєв Олексій Олексійович           |                                                      | Блок «За правду, за народ, за Україну!»          | Багатомандатний округ     |          | 20         | 12.05.1998          | 14.12.2001         |
| Баранчик Іван Іванович                 |                                                      | Блок «За правду, за народ, за Україну!»          | Багатомандатний округ     |          | 21         | 12.05.1998          | 14.05.2002         |
| Мусієнко Іван Михайлович               |                                                      | Блок «За правду, за народ, за Україну!»          | Багатомандатний округ     |          | 22         | 12.05.1998          | 14.05.2002         |
| Ющик Олексій Іванович                  |                                                      | Блок «За правду, за народ, за Україну!»          | Багатомандатний округ     |          | 23         | 12.05.1998          | 14.05.2002         |
| Сас Сергій Володимирович               |                                                      | Блок «За правду, за народ, за Україну!»          | Багатомандатний округ     |          | 24         | 12.05.1998          | 14.05.2002         |
| Сацюк Володимир Миколайович            |                                                      | Блок «За правду, за народ, за Україну!»          | Багатомандатний округ     |          | 25         | 12.05.1998          | 14.05.2002         |
| Місюра Вадим Ярославович               |                                                      | Блок «За правду, за народ, за Україну!»          | Багатомандатний округ     |          | 26         | 12.05.1998          | 14.05.2002         |
| Шпігало Володимир Єрофійович           |                                                      | Блок «За правду, за народ, за Україну!»          | Багатомандатний округ     |          | 27         | 12.05.1998          | 14.05.2002         |
| Станков Анатолій Кирилович             |                                                      | Блок «За правду, за народ, за Україну!»          | Багатомандатний округ     |          | 28         | 12.05.1998          | 14.05.2002         |
| Мухін Володимир Васильович             |                                                      | Блок «За правду, за народ, за Україну!»          | Багатомандатний округ     |          | 29         | 12.05.1998          | 14.05.2002         |
| Кушніров Микола Олександрович          |                                                      | Блок «За правду, за народ, за Україну!»          | Багатомандатний округ     |          | 30         | 12.05.1998          | 14.05.2002         |
| Сінько Василь Данилович                |                                                      | Блок «За правду, за народ, за Україну!»          | Багатомандатний округ     |          | 31         | 12.05.1998          | 14.05.2002         |
| Довганчин Григорій Васильович          |                                                      | Блок «За правду, за народ, за Україну!»          | Багатомандатний округ     |          | 32         | 12.05.1998          | 14.05.2002         |
| Семенюк Валентина Петрівна             |                                                      | Блок «За правду, за народ, за Україну!»          | Багатомандатний округ     |          | 33         | 12.05.1998          | 14.05.2002         |
| Черепков Володимир Федорович           |                                                      | Блок «За правду, за народ, за Україну!»          | Багатомандатний округ     |          | 34         | 18.12.2001          | 14.05.2002         |
| Кононов Віталій Миколайович            |                                                      | Партія зелених України                           | Багатомандатний округ     |          | 1          | 12.05.1998          | 14.05.2002         |
| Шевчук Олег Борисович                  |                                                      | Партія зелених України                           | Багатомандатний округ     |          | 2          | 12.05.1998          | 22.02.2000         |
| Хмельницький Василь Іванович           |                                                      | Партія зелених України                           | Багатомандатний округ     |          | 3          | 12.05.1998          | 14.05.2002         |
| Курикін Сергій Іванович                |                                                      | Партія зелених України                           | Багатомандатний округ     |          | 4          | 12.05.1998          | 18.10.2001         |
| Самойленко Юрій Іванович               |                                                      | Партія зелених України                           | Багатомандатний округ     |          | 5          | 12.05.1998          | 14.05.2002         |
| Єльчанінов Володимир Сергійович        |                                                      | Партія зелених України                           | Багатомандатний округ     |          | 6          | 12.05.1998          | 14.05.2002         |
| Кривошея Сергій Вікторович             |                                                      | Партія зелених України                           | Багатомандатний округ     |          | 7          | 12.05.1998          | 14.05.2002         |
| Рись Сергій Миколайович                |                                                      | Партія зелених України                           | Багатомандатний округ     |          | 8          | 12.05.1998          | 14.05.2002         |
| Мельников Орест Борисович              |                                                      | Партія зелених України                           | Багатомандатний округ     |          | 9          | 12.05.1998          | 14.05.2002         |
| Ткачук Віктор Артурович                |                                                      | Партія зелених України                           | Багатомандатний округ     |          | 10         | 12.05.1998          | 10.01.2002         |
| Кирюшин Ігор Володимирович             |                                                      | Партія зелених України                           | Багатомандатний округ     |          | 11         | 12.05.1998          | 14.05.2002         |
| Павленко Сергій Григорович             |                                                      | Партія зелених України                           | Багатомандатний округ     |          | 12         | 12.05.1998          | 14.05.2002         |
| Москвін Сергій Олександрович           |                                                      | Партія зелених України                           | Багатомандатний округ     |          | 13         | 12.05.1998          | 14.05.2002         |
| Белоусова Ірина Анатоліївна            |                                                      | Партія зелених України                           | Багатомандатний округ     |          | 14         | 12.05.1998          | 14.05.2002         |
| Лютікова Ірина Ігорівна                |                                                      | Партія зелених України                           | Багатомандатний округ     |          | 15         | 12.05.1998          | 14.05.2002         |
| Гаврилов Ігор Олександрович            |                                                      | Партія зелених України                           | Багатомандатний округ     |          | 16         | 12.05.1998          | 14.05.2002         |
| Поліщук Олег Вікторович                |                                                      | Партія зелених України                           | Багатомандатний округ     |          | 17         | 12.05.1998          | 14.05.2002         |
| Гуцол Михайло Васильович               |                                                      | Партія зелених України                           | Багатомандатний округ     |          | 18         | 12.05.1998          | 14.05.2002         |
| Костржевський Денис Борисович          |                                                      | Партія зелених України                           | Багатомандатний округ     |          | 19         | 12.05.1998          | 14.05.2002         |
| Хазан Віктор Борисович                 |                                                      | Партія зелених України                           | Багатомандатний округ     |          | 20         | 14.03.2000          | 14.05.2002         |
| Горошкевич Олександр Сергійович        |                                                      | Партія зелених України                           | Багатомандатний округ     |          | 21         | 24.10.2001          | 14.05.2002         |
| Шило Віталій Васильович                |                                                      | Партія зелених України                           | Багатомандатний округ     |          | 25         | 05.03.2002          | 14.05.2002         |
| Плющ Іван Степанович                   |                                                      | Народно-демократична партія                      | Багатомандатний округ     |          | 3          | 12.05.1998          | 14.05.2002         |
| Ємець Олександр Іванович               |                                                      | Народно-демократична партія                      | Багатомандатний округ     |          | 6          | 12.05.1998          | 06.02.2001         |
| Філенко Володимир Пилипович            |                                                      | Народно-демократична партія                      | Багатомандатний округ     |          | 7          | 12.05.1998          | 14.05.2002         |
| Мельник Петро Володимирович            |                                                      | Народно-демократична партія                      | Багатомандатний округ     |          | 8          | 12.05.1998          | 14.05.2002         |
| Подгорний Сергій Петрович              |                                                      | Народно-демократична партія                      | Багатомандатний округ     |          | 9          | 12.05.1998          | 14.05.2002         |
| Стецьків Тарас Степанович              |                                                      | Народно-демократична партія                      | Багатомандатний округ     |          | 10         | 12.05.1998          | 14.05.2002         |
| Безсмертний Роман Петрович             |                                                      | Народно-демократична партія                      | Багатомандатний округ     |          | 11         | 12.05.1998          | 14.05.2002         |
| Зарубінський Олег Олександрович        |                                                      | Народно-демократична партія                      | Багатомандатний округ     |          | 12         | 12.05.1998          | 14.05.2002         |
| Терентюк Олександр Миколайович         |                                                      | Народно-демократична партія                      | Багатомандатний округ     |          | 13         | 12.05.1998          | 20.11.1998         |
| Карпов Олександр Миколайович           |                                                      | Народно-демократична партія                      | Багатомандатний округ     |          | 14         | 12.05.1998          | 14.05.2002         |
| Кафарський Володимир Іванович          |                                                      | Народно-демократична партія                      | Багатомандатний округ     |          | 15         | 12.05.1998          | 14.05.2002         |
| Коліушко Ігор Борисович                |                                                      | Народно-демократична партія                      | Багатомандатний округ     |          | 16         | 12.05.1998          | 14.05.2002         |
| Ситник Костянтин Меркурійович          |                                                      | Народно-демократична партія                      | Багатомандатний округ     |          | 17         | 12.05.1998          | 14.05.2002         |
| Беспалий Борис Якович                  |                                                      | Народно-демократична партія                      | Багатомандатний округ     |          | 18         | 12.05.1998          | 14.05.2002         |
| Білоус Артур Олександрович             |                                                      | Народно-демократична партія                      | Багатомандатний округ     |          | 19         | 12.05.1998          | 14.05.2002         |
| Сахно Юрій Петрович                    |                                                      | Народно-демократична партія                      | Багатомандатний округ     |          | 20         | 12.05.1998          | 14.05.2002         |
| Ларін Сергій Миколайович               |                                                      | Народно-демократична партія                      | Багатомандатний округ     |          | 23         | 12.05.1998          | 14.05.2002         |
| Шаров Ігор Федорович                   |                                                      | Народно-демократична партія                      | Багатомандатний округ     |          | 24         | 25.12.1998          | 14.05.2002         |
| Волок Анатолій Михайлович              |                                                      | Народно-демократична партія                      | Багатомандатний округ     |          | 25         | 20.02.2001          | 14.05.2002         |
| Толочко Петро Петрович                 |                                                      | ВО «Громада»                                     | Багатомандатний округ     |          | 2          | 12.05.1998          | 14.05.2002         |
| Дворкіс Дмитро Володимирович           |                                                      | ВО «Громада»                                     | Багатомандатний округ     |          | 3          | 16.06.1998          | 14.05.2002         |
| Гнатюк Дмитро Михайлович               |                                                      | ВО «Громада»                                     | Багатомандатний округ     |          | 4          | 12.05.1998          | 14.05.2002         |
| Плютинський Володимир Антонович        |                                                      | ВО «Громада»                                     | Багатомандатний округ     |          | 5          | 12.05.1998          | 14.05.2002         |
| Білорус Олег Григорович                |                                                      | ВО «Громада»                                     | Багатомандатний округ     |          | 8          | 12.05.1998          | 14.05.2002         |
| Поляков Сергій Васильович              |                                                      | ВО «Громада»                                     | Багатомандатний округ     |          | 9          | 12.05.1998          | 14.05.2002         |
| Мкртчян Юрік Степанович                |                                                      | ВО «Громада»                                     | Багатомандатний округ     |          | 11         | 12.05.1998          | 02.02.1999         |
| Турчинов Олександр Валентинович        |                                                      | ВО «Громада»                                     | Багатомандатний округ     |          | 12         | 12.05.1998          | 14.05.2002         |
| Омеліч Віктор Семенович                |                                                      | ВО «Громада»                                     | Багатомандатний округ     |          | 13         | 12.05.1998          | 14.05.2002         |
| Заплатинський Володимир Михайлович     |                                                      | ВО «Громада»                                     | Багатомандатний округ     |          | 14         | 12.05.1998          | 14.05.2002         |
| Правденко Сергій Макарович             |                                                      | ВО «Громада»                                     | Багатомандатний округ     |          | 15         | 12.05.1998          | 14.05.2002         |
| Блохін Олег Володимирович              |                                                      | ВО «Громада»                                     | Багатомандатний округ     |          | 16         | 12.05.1998          | 14.05.2002         |
| Ременюк Олексій Іванович               |                                                      | ВО «Громада»                                     | Багатомандатний округ     |          | 17         | 12.05.1998          | 14.05.2002         |
| Донець Наталія Григорівна              |                                                      | ВО «Громада»                                     | Багатомандатний округ     |          | 18         | 12.05.1998          | 14.05.2002         |
| Шушкевич Володимир Григорович          |                                                      | ВО «Громада»                                     | Багатомандатний округ     |          | 19         | 12.05.1998          | 14.05.2002         |
| Сушкевич Валерій Михайлович            |                                                      | ВО «Громада»                                     | Багатомандатний округ     |          | 20         | 19.05.1998          | 14.05.2002         |
| Гадяцький Леонід Миколайович           |                                                      | ВО «Громада»                                     | Багатомандатний округ     |          | 25         | 16.02.1999          | 14.05.2002         |
| Чародєєв Олександр Васильович          |                                                      | ПСПУ                                             | Багатомандатний округ     |          | 3          | 12.05.1998          | 14.05.2002         |
| Романчук Петро Миколайович             |                                                      | ПСПУ                                             | Багатомандатний округ     |          | 4          | 12.05.1998          | 14.05.2002         |
| Савенко Михайло Михайлович             |                                                      | ПСПУ                                             | Багатомандатний округ     |          | 5          | 12.05.1998          | 14.05.2002         |
| Задорожна Тетяна Андріївна             |                                                      | ПСПУ                                             | Багатомандатний округ     |          | 6          | 12.05.1998          | 14.05.2002         |
| Малолітко Іван Федорович               |                                                      | ПСПУ                                             | Багатомандатний округ     |          | 7          | 12.05.1998          | 14.05.2002         |
| Квят Вячеслав Петрович                 |                                                      | ПСПУ                                             | Багатомандатний округ     |          | 8          | 12.05.1998          | 14.05.2002         |
| Тихонов Сергій Андріянович             |                                                      | ПСПУ                                             | Багатомандатний округ     |          | 9          | 12.05.1998          | 14.05.2002         |
| Габер Микола Олександрович             |                                                      | ПСПУ                                             | Багатомандатний округ     |          | 10         | 12.05.1998          | 14.05.2002         |
| Сидорчук Михайло Юрійович              |                                                      | ПСПУ                                             | Багатомандатний округ     |          | 11         | 12.05.1998          | 14.05.2002         |
| Лимар Наталія Олексіївна               |                                                      | ПСПУ                                             | Багатомандатний округ     |          | 12         | 12.05.1998          | 14.05.2002         |
| Стоженко Володимир Якович              |                                                      | ПСПУ                                             | Багатомандатний округ     |          | 13         | 12.05.1998          | 14.05.2002         |
| Куньов Іван Павлович                   |                                                      | ПСПУ                                             | Багатомандатний округ     |          | 15         | 12.05.1998          | 05.09.2000         |
| Безугла Людмила Яківна                 |                                                      | ПСПУ                                             | Багатомандатний округ     |          | 16         | 12.05.1998          | 14.05.2002         |
| Мазур Олена Анатоліївна                |                                                      | ПСПУ                                             | Багатомандатний округ     |          | 17         | 12.05.1998          | 14.05.2002         |
| Єрохін Олександр Вікторович            |                                                      | ПСПУ                                             | Багатомандатний округ     |          | 20         | 22.02.2001          | 14.05.2002         |
| Кравчук Леонід Макарович               |                                                      | СДПУ(о)                                          | Багатомандатний округ     |          | 1          | 12.05.1998          | 14.05.2002         |
| Марчук Євген Кирилович                 |                                                      | СДПУ(о)                                          | Багатомандатний округ     |          | 2          | 12.05.1998          | 02.03.2000         |
| Онопенко Василь Васильович             |                                                      | СДПУ(о)                                          | Багатомандатний округ     |          | 3          | 12.05.1998          | 14.05.2002         |
| Плужников Ігор Олександрович           | Файл:НДУ 3 Плужников Ігор Олександрович.jpg          | СДПУ(о)                                          | Багатомандатний округ     |          | 6          | 12.05.1998          | 14.05.2002         |
| Зінченко Олександр Олексійович         |                                                      | СДПУ(о)                                          | Багатомандатний округ     |          | 7          | 12.05.1998          | 14.05.2002         |
| Кремень Василь Григорович              |                                                      | СДПУ(о)                                          | Багатомандатний округ     |          | 8          | 12.05.1998          | 22.02.2000         |
| Губський Богдан Володимирович          |                                                      | СДПУ(о)                                          | Багатомандатний округ     |          | 9          | 12.05.1998          | 14.05.2002         |
| Мельнічук Сергій Іванович              |                                                      | СДПУ(о)                                          | Багатомандатний округ     |          | 10         | 12.05.1998          | 14.05.2002         |
| Андресюк Борис Павлович                |                                                      | СДПУ(о)                                          | Багатомандатний округ     |          | 12         | 12.05.1998          | 14.05.2002         |
| Волковський Анатолій Пилипович         |                                                      | СДПУ(о)                                          | Багатомандатний округ     |          | 13         | 12.05.1998          | 14.05.2002         |
| Левцун Володимир Іванович              |                                                      | СДПУ(о)                                          | Багатомандатний округ     |          | 14         | 12.05.1998          | 14.05.2002         |
| Пересунько Сергій Іванович             |                                                      | СДПУ(о)                                          | Багатомандатний округ     |          | 15         | 12.05.1998          | 14.05.2002         |
| Песоцький Микола Федорович             |                                                      | СДПУ(о)                                          | Багатомандатний округ     |          | 16         | 12.05.1998          | 14.05.2002         |
| Заєць Володимир Володимирович          |                                                      | СДПУ(о)                                          | Багатомандатний округ     |          | 17         | 12.05.1998          | 14.05.2002         |
| Андреічев Олег Анатолійович            |                                                      | СДПУ(о)                                          | Багатомандатний округ     |          | 19         | 29.02.2000          | 14.05.2002         |
| Фесенко Костянтин Григорович           |                                                      | СДПУ(о)                                          | Багатомандатний округ     |          | 21         | 14.03.2000          | 14.05.2002         |
| Лешан Євген Анатолійович               |                                                      | Комуністична партія України                      | Автономна Республіка Крим | 1        |            | 12.05.1998          | 14.05.2002         |
| Миримський Лев Юлійович                |                                                      | Союз                                             | Автономна Республіка Крим | 2        |            | 12.05.1998          | 14.05.2002         |
| Іванов Сергій Анатолійович             |                                                      | Самовисування                                    | Автономна Республіка Крим | 3        |            | 12.05.1998          | 14.05.2002         |
| Раханський Анатолій Варфоломійович     |                                                      | Самовисування                                    | Автономна Республіка Крим | 4        |            | 12.05.1998          | 14.05.2002         |
| Мироненко Віктор Андрійович            |                                                      | Комуністична партія України                      | Автономна Республіка Крим | 5        |            | 12.05.1998          | 14.05.2002         |
| Горбатов Валерій Миронович             |                                                      | Самовисування                                    | Автономна Республіка Крим | 6        |            | 12.05.1998          | 14.05.2002         |
| Франчук Ігор Анатолійович              |                                                      | Самовисування                                    | Автономна Республіка Крим | 7        |            | 12.05.1998          | 14.05.2002         |
| Чубаров Рефат Абдурахманович           |                                                      | Самовисування                                    | Автономна Республіка Крим | 8        |            | 12.05.1998          | 14.05.2002         |
| Хорошковський Валерій Іванович         |                                                      | Самовисування                                    | Автономна Республіка Крим | 9        |            | 12.05.1998          | 14.05.2002         |
| Франчук Анатолій Романович             |                                                      | Самовисування                                    | Автономна Республіка Крим | 10       |            | 20.05.1998          | 14.05.2002         |
| Квятковський Ігор Васильович           |                                                      | Народно-демократична партія                      | Вінницька область         | 11       |            | 12.05.1998          | 14.05.2002         |
| Порошенко Петро Олексійович            |                                                      | Самовисування                                    | Вінницька область         | 12       |            | 12.05.1998          | 14.05.2002         |
| Юхновський Олег Іванович               |                                                      | Самовисування                                    | Вінницька область         | 13       |            | 12.05.1998          | 14.05.2002         |
| Шпак Олександр Григорович              |                                                      | Самовисування                                    | Вінницька область         | 14       |            | 12.05.1998          | 14.05.2002         |
| Пасєка Микола Сергійович               |                                                      | Комуністична партія України                      | Вінницька область         | 15       |            | 12.05.1998          | 14.05.2002         |
| Смірнов Євген Леонідович               |                                                      | Самовисування                                    | Вінницька область         | 16       |            | 12.05.1998          | 14.05.2002         |
| Матвієнко Анатолій Сергійович          |                                                      | Народно-демократична партія                      | Вінницька область         | 17       |            | 12.05.1998          | 14.05.2002         |
| Стоян Олександр Миколайович            |                                                      | Всеукраїнська партія трудящих                    | Вінницька область         | 18       |            | 12.05.1998          | 14.05.2002         |
| Діброва Валерій Григорович             |                                                      | Блок «Національний фронт»                        | Волинська область         | 19       |            | 12.05.1998          | 14.05.2002         |
| Ващук Катерина Тимофіївна              |                                                      | Аграрна партія України                           | Волинська область         | 20       |            | 12.05.1998          | 14.05.2002         |
| Мартиненко Микола Володимирович        |                                                      | Самовисування                                    | Волинська область         | 21       |            | 12.05.1998          | 14.05.2002         |
| Свирида Олександр Миколайович          |                                                      | Демократична партія України                      | Волинська область         | 22       |            | 12.05.1998          | 14.05.2002         |
| Шевчук Сергій Володимирович (політик)  | Файл:НДУ 3 Шевчук Сергій Володимирович (політик).jpg | Народно-демократична партія                      | Волинська область         | 23       |            | 12.05.1998          | 20.12.2001         |
| Чукмасов Сергій Олександрович          |                                                      | ВО «Громада»                                     | Дніпропетровська область  | 24       |            | 12.05.1998          | 14.05.2002         |
| Рябченко Олександр Володимирович       |                                                      | Самовисування                                    | Дніпропетровська область  | 25       |            | 12.05.1998          | 14.05.2002         |
| Пінчук Віктор Михайлович               |                                                      | Самовисування                                    | Дніпропетровська область  | 26       |            | 12.05.1998          | 14.05.2002         |
| Балашов Геннадій Вікторович            |                                                      | Самовисування                                    | Дніпропетровська область  | 27       |            | 12.05.1998          | 14.05.2002         |
| Агафонов Микола Іванович               |                                                      | Самовисування                                    | Дніпропетровська область  | 28       |            | 12.05.1998          | 14.05.2002         |
| Мартиновський Валерій Павлович         |                                                      | Самовисування                                    | Дніпропетровська область  | 29       |            | 12.05.1998          | 14.05.2002         |
| Сафронов Станіслав Олександрович       |                                                      | ВО «Громада»                                     | Дніпропетровська область  | 30       |            | 12.05.1998          | 14.05.2002         |
| Штепа Валерій Дмитрович                |                                                      | Комуністична партія України                      | Дніпропетровська область  | 31       |            | 12.05.1998          | 14.05.2002         |
| Гуров Вадим Миколайович                |                                                      | Самовисування                                    | Дніпропетровська область  | 32       |            | 12.05.1998          | 14.05.2002         |
| Пустовойтов Володимир Сергійович       |                                                      | Комуністична партія України                      | Дніпропетровська область  | 33       |            | 12.05.1998          | 14.05.2002         |
| Чернічко Олександр Михайлович          |                                                      | Комуністична партія України                      | Дніпропетровська область  | 34       |            | 12.05.1998          | 14.05.2002         |
| Жир Олександр Олександрович            |                                                      | Самовисування                                    | Дніпропетровська область  | 35       |            | 29.06.1998          | 14.05.2002         |
| Кириленко Іван Григорович              |                                                      | Самовисування                                    | Дніпропетровська область  | 36       |            | 12.05.1998          | 22.02.2000         |
| Тігіпко Сергій Леонідович              |                                                      | Самовисування                                    | Дніпропетровська область  | 36       |            | 07.07.2000          | 14.05.2002         |
| Трофименко Лариса Сергіївна            |                                                      | ВО «Громада»                                     | Дніпропетровська область  | 37       |            | 12.05.1998          | 14.05.2002         |
| Білик Анатолій Григорович              |                                                      | Самовисування                                    | Дніпропетровська область  | 38       |            | 12.05.1998          | 14.05.2002         |
| Альохін Володимир Ілліч                |                                                      | Самовисування                                    | Дніпропетровська область  | 39       |            | 12.05.1998          | 14.05.2002         |
| Лазаренко Павло Іванович               |                                                      | ВО «Громада»                                     | Дніпропетровська область  | 40       |            | 12.05.1998          | 07.02.2002         |
| Щербань Володимир Петрович             |                                                      | Блок «Партія праці та Ліберальна партія – РАЗОМ» | Донецька область          | 41       |            | 12.05.1998          | 07.09.1999         |
| Богатирьова Раїса Василівна            |                                                      | Самовисування                                    | Донецька область          | 41       |            | 06.07.2000          | 14.05.2002         |
| Юшко Ігор Олегович                     |                                                      | Самовисування                                    | Донецька область          | 42       |            | 12.05.1998          | 14.05.2002         |
| Звягільський Юхим Леонідович           |                                                      | Самовисування                                    | Донецька область          | 43       |            | 12.05.1998          | 14.05.2002         |
| Писаренко Анатолій Аркадійович         |                                                      | Комуністична партія України                      | Донецька область          | 44       |            | 12.05.1998          | 14.05.2002         |
| Рибак Володимир Васильович             |                                                      | Партія регіонального відродження України         | Донецька область          | 45       |            | 12.05.1998          | 14.05.2002         |
| Ржавський Олександр Миколайович        |                                                      | Самовисування                                    | Донецька область          | 46       |            | 12.05.1998          | 14.05.2002         |
| Янковський Микола Андрійович           |                                                      | Самовисування                                    | Донецька область          | 47       |            | 12.05.1998          | 14.05.2002         |
| Черненко Віталій Григорович            |                                                      | Самовисування                                    | Донецька область          | 48       |            | 12.05.1998          | 14.05.2002         |
| Кочерга Віктор Герасимович             |                                                      | Комуністична партія України                      | Донецька область          | 49       |            | 12.05.1998          | 14.05.2002         |
| Яковенко Олександр Миколайович         |                                                      | Комуністична партія України                      | Донецька область          | 50       |            | 12.05.1998          | 14.05.2002         |
| Константинов Євген Семенович           |                                                      | Самовисування                                    | Донецька область          | 51       |            | 12.05.1998          | 14.05.2002         |
| Шеховцов Олексій Дмитрович             |                                                      | Самовисування                                    | Донецька область          | 52       |            | 12.05.1998          | 14.05.2002         |
| Моісеєнко Володимир Миколайович        |                                                      | Комуністична партія України                      | Донецька область          | 53       |            | 12.05.1998          | 14.05.2002         |
| Власов Володимир Дмитрович             |                                                      | Комуністична партія України                      | Донецька область          | 54       |            | 12.05.1998          | 14.05.2002         |
| Матвієнков Сергій Анатолійович         |                                                      | Самовисування                                    | Донецька область          | 55       |            | 12.05.1998          | 14.05.2002         |
| Литюк Анатолій Іванович                |                                                      | Самовисування                                    | Донецька область          | 56       |            | 12.05.1998          | 14.05.2002         |
| Кравченко Микола Васильович            |                                                      | Комуністична партія України                      | Донецька область          | 57       |            | 12.05.1998          | 14.05.2002         |
| Лєщинський Олександр Олегович          |                                                      | Самовисування                                    | Донецька область          | 58       |            | 01.09.1998          | 14.05.2002         |
| Абрамов Федір Михайлович               |                                                      | Комуністична партія України                      | Донецька область          | 59       |            | 12.05.1998          | 14.05.2002         |
| Мичко Микола Іванович                  |                                                      | Самовисування                                    | Донецька область          | 60       |            | 12.05.1998          | 14.05.2002         |
| Васильєв Геннадій Андрійович           |                                                      | Самовисування                                    | Донецька область          | 61       |            | 12.05.1998          | 14.05.2002         |
| Коновалюк Валерій Ілліч                |                                                      | Самовисування                                    | Донецька область          | 62       |            | 12.05.1998          | 14.05.2002         |
| Богатиренко Анатолій Андрійович        |                                                      | Самовисування                                    | Донецька область          | 63       |            | 12.05.1998          | 14.05.2002         |
| Єхануров Юрій Іванович                 |                                                      | Самовисування                                    | Житомирська область       | 64       |            | 12.05.1998          | 22.02.2000         |
| Бакай Ігор Михайлович                  |                                                      | Демократичний союз                               | Житомирська область       | 64       |            | 06.07.2000          | 14.05.2002         |
| Ковалко Михайло Петрович               |                                                      | Самовисування                                    | Житомирська область       | 65       |            | 12.05.1998          | 14.05.2002         |
| Яценко Володимир Михайлович            |                                                      | Комуністична партія України                      | Житомирська область       | 66       |            | 12.05.1998          | 14.05.2002         |
| Спіженко Юрій Прокопович               |                                                      | Самовисування                                    | Житомирська область       | 67       |            | 12.05.1998          | 14.05.2002         |
| Журавський Віталій Станіславович       |                                                      | ХДПУ                                             | Житомирська область       | 68       |            | 12.05.1998          | 14.05.2002         |
| Развадовський Віктор Йосипович         |                                                      | Самовисування                                    | Житомирська область       | 69       |            | 12.05.1998          | 14.05.2002         |
| Шуфрич Нестор Іванович                 |                                                      | СДПУ(о)                                          | Закарпатська область      | 70       |            | 12.05.1998          | 14.05.2002         |
| Суркіс Григорій Михайлович             |                                                      | СДПУ(о)                                          | Закарпатська область      | 71       |            | 12.05.1998          | 14.05.2002         |
| Ковач Микола Миколайович               |                                                      | Самовисування                                    | Закарпатська область      | 72       |            | 12.05.1998          | 14.05.2002         |
| Медведчук Віктор Володимирович         |                                                      | СДПУ(о)                                          | Закарпатська область      | 73       |            | 12.05.1998          | 14.05.2002         |
| Жердицький Віктор Юстимович            |                                                      | Самовисування                                    | Закарпатська область      | 74       |            | 12.05.1998          | 14.05.2002         |
| Бабурін Олексій Васильович             |                                                      | Комуністична партія України                      | Запорізька область        | 75       |            | 12.05.1998          | 14.05.2002         |
| Баулін Павло Борисович                 |                                                      | Комуністична партія України                      | Запорізька область        | 76       |            | 12.05.1998          | 14.05.2002         |
| Понеділко Віктор Іванович              |                                                      | Комуністична партія України                      | Запорізька область        | 77       |            | 12.05.1998          | 14.05.2002         |
| Кузнецов Олександр Борисович           | Файл:НДУ 3 Кузнецов Олександр Борисович.jpg          | Самовисування                                    | Запорізька область        | 78       |            | 12.05.1998          | 09.11.1998         |
| Сухий Ярослав Михайлович               |                                                      | Самовисування                                    | Запорізька область        | 78       |            | 04.07.2000          | 14.05.2002         |
| Арабаджи Володимир Васильович          |                                                      | Аграрна партія України                           | Запорізька область        | 79       |            | 12.05.1998          | 14.05.2002         |
| Кучеренко Олексій Юрійович             |                                                      | Самовисування                                    | Запорізька область        | 80       |            | 12.05.1998          | 14.05.2002         |
| Мангул Анатолій Ілліч                  |                                                      | Самовисування                                    | Запорізька область        | 81       |            | 12.05.1998          | 14.05.2002         |
| Мороз Анатолій Миколайович             |                                                      | Комуністична партія України                      | Запорізька область        | 82       |            | 01.09.1998          | 14.05.2002         |
| Єрмак Анатолій Васильович              |                                                      | Самовисування                                    | Запорізька область        | 83       |            | 12.05.1998          | 14.05.2002         |
| Костицький Василь Васильович           |                                                      | Самовисування                                    | Івано-Франківська область | 84       |            | 12.05.1998          | 14.05.2002         |
| Насалик Ігор Степанович                |                                                      | Блок «Партія праці та Ліберальна партія – РАЗОМ» | Івано-Франківська область | 85       |            | 12.05.1998          | 14.05.2002         |
| Ткачук Василь Михайлович               |                                                      | Самовисування                                    | Івано-Франківська область | 86       |            | 12.05.1998          | 14.05.2002         |
| Литвак Олег Михайлович                 |                                                      | Самовисування                                    | Івано-Франківська область | 87       |            | 12.05.1998          | 14.05.2002         |
| Кощинець Василь Васильович             |                                                      | Блок «Національний фронт»                        | Івано-Франківська область | 88       |            | 12.05.1998          | 14.05.2002         |
| Стецько Ярослава Йосипівна             |                                                      | Блок «Національний фронт»                        | Івано-Франківська область | 89       |            | 12.05.1998          | 14.05.2002         |
| Ткаленко Іван Іванович                 |                                                      | Самовисування                                    | Київська область          | 90       |            | 12.05.1998          | 14.05.2002         |
| Табачник Дмитро Володимирович          |                                                      | Самовисування                                    | Київська область          | 91       |            | 12.05.1998          | 14.05.2002         |
| Мороз Олександр Олександрович          |                                                      | Блок «За правду, за народ, за Україну!»          | Київська область          | 92       |            | 12.05.1998          | 14.05.2002         |
| Засуха Тетяна Володимирівна            |                                                      | Самовисування                                    | Київська область          | 93       |            | 12.05.1998          | 14.05.2002         |
| Жовтяк Євген Дмитрович                 |                                                      | Народний рух України                             | Київська область          | 94       |            | 12.05.1998          | 14.05.2002         |
| Кірімов Іван Захарович                 |                                                      | Самовисування                                    | Київська область          | 95       |            | 12.05.1998          | 14.05.2002         |
| Іщенко Олексій Максимович              |                                                      | Самовисування                                    | Київська область          | 96       |            | 12.05.1998          | 14.05.2002         |
| Абдуллін Олександр Рафкатович          |                                                      | Самовисування                                    | Київська область          | 97       |            | 02.10.1998          | 14.05.2002         |
| Антоньєва Ганна Петрівна               |                                                      | Самовисування                                    | Кіровоградська область    | 98       |            | 12.05.1998          | 14.05.2002         |
| Тимошенко Юлія Володимирівна           |                                                      | Самовисування                                    | Кіровоградська область    | 99       |            | 12.05.1998          | 02.03.2000         |
| Біловол Олександр Миколайович          |                                                      | Самовисування                                    | Кіровоградська область    | 99       |            | 07.07.2000          | 14.05.2002         |
| Супрун Людмила Павлівна                |                                                      | Самовисування                                    | Кіровоградська область    | 100      |            | 12.05.1998          | 14.05.2002         |
| Кухарчук Олег Сергійович               |                                                      | Самовисування                                    | Кіровоградська область    | 101      |            | 12.05.1998          | 08.09.1998         |
| Сергієнко Олександр Іванович           |                                                      | Самовисування                                    | Кіровоградська область    | 101      |            | 15.01.1999          | 14.05.2002         |
| Єдін Олександр Йосипович               |                                                      | Самовисування                                    | Кіровоградська область    | 102      |            | 12.05.1998          | 14.05.2002         |
| Борзих Олександр Іванович              |                                                      | Самовисування                                    | Луганська область         | 103      |            | 12.05.1998          | 14.05.2002         |
| Марамзін Федір Андрійович              |                                                      | Комуністична партія України                      | Луганська область         | 104      |            | 12.05.1998          | 14.05.2002         |
| Гмиря Сергій Петрович                  |                                                      | Комуністична партія України                      | Луганська область         | 105      |            | 12.05.1998          | 14.05.2002         |
| Коломойцев-Рибалка Валерій Едуардович  |                                                      | Самовисування                                    | Луганська область         | 106      |            | 12.05.1998          | 14.05.2002         |
| Петренко Дмитро Дмитрович              |                                                      | Комуністична партія України                      | Луганська область         | 107      |            | 12.05.1998          | 14.05.2002         |
| Давидов Володимир Васильович           |                                                      | Самовисування                                    | Луганська область         | 108      |            | 12.05.1998          | 14.05.2002         |
| Єськов Валентин Андрійович             |                                                      | Комуністична партія України                      | Луганська область         | 109      |            | 12.05.1998          | 14.05.2002         |
| Цибенко Петро Степанович               |                                                      | Комуністична партія України                      | Луганська область         | 110      |            | 12.05.1998          | 14.05.2002         |
| Іоффе Юлій Якович                      |                                                      | Самовисування                                    | Луганська область         | 111      |            | 12.05.1998          | 14.05.2002         |
| Черенков Олександр Павлович            |                                                      | Комуністична партія України                      | Луганська область         | 112      |            | 12.05.1998          | 14.05.2002         |
| Донченко Юрій Григорович               |                                                      | Комуністична партія України                      | Луганська область         | 113      |            | 12.05.1998          | 14.05.2002         |
| Бережний Віктор Григорович             |                                                      | Комуністична партія України                      | Луганська область         | 114      |            | 12.05.1998          | 14.05.2002         |
| Шмідт Роман Михайлович                 |                                                      | Народний рух України                             | Львівська область         | 115      |            | 12.05.1998          | 16.02.2000         |
| Чорновіл Тарас Вячеславович            |                                                      | Народний рух України                             | Львівська область         | 115      |            | 05.07.2000          | 14.05.2002         |
| Косів Михайло Васильович               |                                                      | Народний рух України                             | Львівська область         | 116      |            | 12.05.1998          | 14.05.2002         |
| Пинзеник Віктор Михайлович             |                                                      | Реформи і порядок                                | Львівська область         | 117      |            | 12.05.1998          | 14.05.2002         |
| Криворучко Юрій Зеновійович            |                                                      | Самовисування                                    | Львівська область         | 118      |            | 12.05.1998          | 14.05.2002         |
| Тягнибок Олег Ярославович              |                                                      | Блок «Менше слів»                                | Львівська область         | 119      |            | 12.05.1998          | 14.05.2002         |
| Білас Іван Григорович                  |                                                      | Блок «Національний фронт»                        | Львівська область         | 120      |            | 12.05.1998          | 14.05.2002         |
| Лавринович Олександр Володимирович     |                                                      | Народний рух України                             | Львівська область         | 121      |            | 12.05.1998          | 18.10.2001         |
| Ромовська Зорислава Василівна          |                                                      | Реформи і порядок                                | Львівська область         | 122      |            | 12.05.1998          | 14.05.2002         |
| Гудима Олександр Миколайович           |                                                      | Народний рух України                             | Львівська область         | 123      |            | 12.05.1998          | 14.05.2002         |
| Пилипчук Ігор Мар'янович               |                                                      | Блок «Національний фронт»                        | Львівська область         | 124      |            | 12.05.1998          | 14.05.2002         |
| Фурдичко Орест Іванович                |                                                      | Самовисування                                    | Львівська область         | 125      |            | 12.05.1998          | 14.05.2002         |
| Осташ Ігор Іванович                    |                                                      | Самовисування                                    | Львівська область         | 126      |            | 12.05.1998          | 14.05.2002         |
| Горбачов Віктор Сергійович             |                                                      | Самовисування                                    | Миколаївська область      | 127      |            | 12.05.1998          | 14.05.2002         |
| Кінах Анатолій Кирилович               |                                                      | Самовисування                                    | Миколаївська область      | 128      |            | 12.05.1998          | 04.10.2001         |
| Сопрун Сергій Іванович                 |                                                      | Народно-демократична партія                      | Миколаївська область      | 129      |            | 05.10.1998          | 14.05.2002         |
| Гаркуша Олексій Миколайович            |                                                      | Самовисування                                    | Миколаївська область      | 130      |            | 12.05.1998          | 22.02.2000         |
| Рябікін Павло Борисович                |                                                      | Аграрна партія України                           | Миколаївська область      | 130      |            | 06.07.2000          | 14.05.2002         |
| Акопян Валерій Григорович              |                                                      | Самовисування                                    | Миколаївська область      | 131      |            | 12.05.1998          | 14.05.2002         |
| Настенко Олександр Анатолійович        |                                                      | Реформи і порядок                                | Миколаївська область      | 132      |            | 12.05.1998          | 14.05.2002         |
| Шишкін Віктор Іванович                 |                                                      | Самовисування                                    | Одеська область           | 133      |            | 12.05.1998          | 14.05.2002         |
| Кармазін Юрій Анатолійович             |                                                      | Самовисування                                    | Одеська область           | 134      |            | 12.05.1998          | 14.05.2002         |
| Ківалов Сергій Васильович              |                                                      | Самовисування                                    | Одеська область           | 135      |            | 12.05.1998          | 14.05.2002         |
| Гурвіц Едуард Йосипович                |                                                      | Самовисування                                    | Одеська область           | 136      |            | 12.05.1998          | 14.05.2002         |
| Друзюк Світлана Олександрівна          |                                                      | Комуністична партія України                      | Одеська область           | 137      |            | 12.05.1998          | 14.05.2002         |
| Жовтіс Олександр Ігорович              |                                                      | Самовисування                                    | Одеська область           | 138      |            | 12.05.1998          | 14.05.2002         |
| Крук Юрій Борисович                    |                                                      | Самовисування                                    | Одеська область           | 139      |            | 12.05.1998          | 14.05.2002         |
| Цушко Василь Петрович                  |                                                      | Блок «За правду, за народ, за Україну!»          | Одеська область           | 140      |            | 12.05.1998          | 14.05.2002         |
| Мазуренко Володимир Іванович           |                                                      | Самовисування                                    | Одеська область           | 141      |            | 12.05.1998          | 14.05.2002         |
| Сокерчак Вячеслав Михайлович           |                                                      | Комуністична партія України                      | Одеська область           | 142      |            | 12.05.1998          | 14.05.2002         |
| Гриневецький Сергій Рафаїлович         |                                                      | Самовисування                                    | Одеська область           | 143      |            | 12.05.1998          | 24.03.1999         |
| Калінчук Василь Антонович              |                                                      | Аграрна партія України                           | Одеська область           | 143      |            | 06.07.2000          | 14.05.2002         |
| Гусак Леонід Гаврилович                |                                                      | Народно-демократична партія                      | Полтавська область        | 144      |            | 12.05.1998          | 14.05.2002         |
| Кулик Олександр Васильович             |                                                      | Народний рух України                             | Полтавська область        | 145      |            | 12.05.1998          | 14.05.2002         |
| Омельченко Григорій Омелянович         |                                                      | Блок «Вперед, Україно!»                          | Полтавська область        | 146      |            | 12.05.1998          | 14.05.2002         |
| Масенко Олександр Миколайович          |                                                      | Комуністична партія України                      | Полтавська область        | 147      |            | 12.05.1998          | 14.05.2002         |
| Клочко Марія Олександрівна             |                                                      | Комуністична партія України                      | Полтавська область        | 148      |            | 12.05.1998          | 14.05.2002         |
| Жеваго Костянтин Валентинович          |                                                      | Самовисування                                    | Полтавська область        | 149      |            | 12.05.1998          | 14.05.2002         |
| Козак Ярослав Іванович                 |                                                      | Самовисування                                    | Полтавська область        | 150      |            | 25.09.1998          | 14.05.2002         |
| Кириченко Микола Олексійович           |                                                      | Комуністична партія України                      | Полтавська область        | 151      |            | 12.05.1998          | 14.05.2002         |
| Мовчан Павло Михайлович                |                                                      | Народний рух України                             | Рівненська область        | 152      |            | 12.05.1998          | 14.05.2002         |
| Черняк Володимир Кирилович             |                                                      | Народний рух України                             | Рівненська область        | 153      |            | 12.05.1998          | 14.05.2002         |
| Цехмістренко Віталій Григорович        |                                                      | Самовисування                                    | Рівненська область        | 154      |            | 12.05.1998          | 14.05.2002         |
| Полюхович Іван Павлович                |                                                      | Народний рух України                             | Рівненська область        | 155      |            | 12.05.1998          | 14.05.2002         |
| Данильчук Олександр Юрійович           |                                                      | Самовисування                                    | Рівненська область        | 156      |            | 12.05.1998          | 14.05.2002         |
| Тропін Володимир Ілліч                 |                                                      | Комуністична партія України                      | Сумська область           | 157      |            | 12.05.1998          | 14.05.2002         |
| Череп Валерій Іванович                 |                                                      | Самовисування                                    | Сумська область           | 158      |            | 12.05.1998          | 14.05.2002         |
| Деркач Андрій Леонідович               |                                                      | Самовисування                                    | Сумська область           | 159      |            | 12.05.1998          | 14.05.2002         |
| Вітренко Наталія Михайлівна            |                                                      | Самовисування                                    | Сумська область           | 160      |            | 12.05.1998          | 14.05.2002         |
| Марченко Володимир Романович           |                                                      | Самовисування                                    | Сумська область           | 161      |            | 12.05.1998          | 14.05.2002         |
| Дашутін Григорій Петрович              |                                                      | Самовисування                                    | Сумська область           | 162      |            | 12.05.1998          | 14.05.2002         |
| Джоджик Ярослав Іванович               |                                                      | Самовисування                                    | Тернопільська область     | 163      |            | 12.05.1998          | 14.05.2002         |
| Ратушний Михайло Ярославович           |                                                      | Блок «Національний фронт»                        | Тернопільська область     | 164      |            | 12.05.1998          | 14.05.2002         |
| Іщенко Олег Іванович                   |                                                      | Народний рух України                             | Тернопільська область     | 165      |            | 12.05.1998          | 14.05.2002         |
| Танюк Леонід Степанович                |                                                      | Народний рух України                             | Тернопільська область     | 166      |            | 12.05.1998          | 14.05.2002         |
| Драч Іван Федорович                    |                                                      | Народний рух України                             | Тернопільська область     | 167      |            | 12.05.1998          | 02.03.2000         |
| Шіллер Ростислав Ілліч                 | Файл:НДУ 3 Шіллер Ростислав Ілліч.jpg                | СДПУ(о)                                          | Тернопільська область     | 167      |            | 05.07.2000          | 14.05.2002         |
| Семиноженко Володимир Петрович         |                                                      | Самовисування                                    | Харківська область        | 168      |            | 12.05.1998          | 20.12.2001         |
| Богословська Інна Германівна           |                                                      | Самовисування                                    | Харківська область        | 169      |            | 12.05.1998          | 14.05.2002         |
| Потімков Сергій Юрійович               |                                                      | Блок «За правду, за народ, за Україну!»          | Харківська область        | 170      |            | 12.05.1998          | 14.05.2002         |
| Салигін Васілій Вікторовіч             |                                                      | Самовисування                                    | Харківська область        | 171      |            | 12.05.1998          | 14.05.2002         |
| Алексєєв Володимир Геннадійович        |                                                      | ПСПУ                                             | Харківська область        | 172      |            | 12.05.1998          | 14.05.2002         |
| Шмаров Валерій Миколайович             |                                                      | Самовисування                                    | Харківська область        | 173      |            | 12.05.1998          | 14.05.2002         |
| Тіщенко Олександр Васильович           |                                                      | Комуністична партія України                      | Харківська область        | 174      |            | 12.05.1998          | 14.05.2002         |
| Бандурка Олександр Маркович            |                                                      | Народно-демократична партія                      | Харківська область        | 175      |            | 12.05.1998          | 14.05.2002         |
| Гавриш Степан Богданович               |                                                      | Самовисування                                    | Харківська область        | 176      |            | 12.05.1998          | 14.05.2002         |
| Лісогорський Олексій Іванович          |                                                      | Комуністична партія України                      | Харківська область        | 177      |            | 12.05.1998          | 14.05.2002         |
| Гошовська Валентина Андріївна          |                                                      | Самовисування                                    | Харківська область        | 178      |            | 12.05.1998          | 14.05.2002         |
| Діяк Іван Васильович                   |                                                      | Самовисування                                    | Харківська область        | 179      |            | 12.05.1998          | 14.05.2002         |
| Чаговець Василь Миколайович            |                                                      | Самовисування                                    | Харківська область        | 180      |            | 12.05.1998          | 14.05.2002         |
| Кононенко Юрій Савич                   |                                                      | Самовисування                                    | Харківська область        | 181      |            | 12.05.1998          | 06.02.2001         |
| Єльяшкевич Олександр Сергійович        |                                                      | Самовисування                                    | Херсонська область        | 182      |            | 12.05.1998          | 14.05.2002         |
| Кириченко Сергій Олександрович         |                                                      | ХДПУ                                             | Херсонська область        | 183      |            | 22.05.1998          | 14.05.2002         |
| Пашковський Леонід Борисович           |                                                      | Самовисування                                    | Херсонська область        | 184      |            | 12.05.1998          | 14.05.2002         |
| Ніколаєнко Станіслав Миколайович       |                                                      | Блок «За правду, за народ, за Україну!»          | Херсонська область        | 185      |            | 12.05.1998          | 14.05.2002         |
| Снігач Андрій Прокопович               |                                                      | Комуністична партія України                      | Херсонська область        | 186      |            | 12.05.1998          | 14.05.2002         |
| Фіалковський Володимир Олександрович   |                                                      | Самовисування                                    | Херсонська область        | 187      |            | 12.05.1998          | 14.05.2002         |
| Павловський Михайло Антонович          |                                                      | Самовисування                                    | Хмельницька область       | 188      |            | 12.05.1998          | 14.05.2002         |
| Бортник Володимир Федорович            |                                                      | Самовисування                                    | Хмельницька область       | 189      |            | 12.05.1998          | 14.05.2002         |
| Чиж Іван Сергійович                    |                                                      | Соціалістична партія України                     | Хмельницька область       | 190      |            | 12.05.1998          | 14.05.2002         |
| Чикал Адам Васильович                  | Файл:НДУ 3 Чикал Адам Васильович.jpg                 | Самовисування                                    | Хмельницька область       | 191      |            | 12.05.1998          | 14.05.2002         |
| Танасов Сергій Іванович                |                                                      | Комуністична партія України                      | Хмельницька область       | 192      |            | 12.05.1998          | 14.05.2002         |
| Буряк Сергій Васильович                |                                                      | Самовисування                                    | Хмельницька область       | 193      |            | 12.05.1998          | 14.05.2002         |
| Нечипорук Володимир Павлович           |                                                      | Самовисування                                    | Хмельницька область       | 194      |            | 12.05.1998          | 14.05.2002         |
| Ткаченко Олександр Миколайович         |                                                      | Блок «За правду, за народ, за Україну!»          | Черкаська область         | 195      |            | 12.05.1998          | 14.05.2002         |
| Юхимець Ольга Федорівна                |                                                      | Комуністична партія України                      | Черкаська область         | 196      |            | 12.05.1998          | 14.05.2002         |
| Подобєдов Сергій Миколайович           |                                                      | Самовисування                                    | Черкаська область         | 197      |            | 12.05.1998          | 14.05.2002         |
| Онуфрійчук Михайло Якович              |                                                      | Самовисування                                    | Черкаська область         | 198      |            | 12.05.1998          | 14.05.2002         |
| Роєнко Віктор Григорович               |                                                      | Комуністична партія України                      | Черкаська область         | 199      |            | 12.05.1998          | 14.05.2002         |
| Сирота Михайло Дмитрович               |                                                      | Народно-демократична партія                      | Черкаська область         | 200      |            | 12.05.1998          | 14.05.2002         |
| Марченко Олексій Андрійович            |                                                      | Самовисування                                    | Черкаська область         | 201      |            | 12.05.1998          | 14.05.2002         |
| Король Віктор Миколайович              |                                                      | Самовисування                                    | Чернівецька область       | 202      |            | 12.05.1998          | 14.05.2002         |
| Філіпчук Георгій Георгійович           |                                                      | Народний рух України                             | Чернівецька область       | 203      |            | 12.05.1998          | 14.05.2002         |
| Попеску Іван Васильович                |                                                      | Самовисування                                    | Чернівецька область       | 204      |            | 12.05.1998          | 14.05.2002         |
| Корчинський Анатолій Іванович          |                                                      | Самовисування                                    | Чернівецька область       | 205      |            | 12.05.1998          | 14.05.2002         |
| Ананко Євген Павлович                  |                                                      | Самовисування                                    | Чернігівська область      | 206      |            | 12.05.1998          | 14.05.2002         |
| Устенко Петро Іванович                 |                                                      | Самовисування                                    | Чернігівська область      | 207      |            | 12.05.1998          | 14.05.2002         |
| Волков Олександр Михайлович            |                                                      | Самовисування                                    | Чернігівська область      | 208      |            | 15.09.1998          | 14.05.2002         |
| Пухкал Олександр Григорович            |                                                      | Самовисування                                    | Чернігівська область      | 209      |            | 12.05.1998          | 14.05.2002         |
| Шпиг Федір Іванович                    |                                                      | Самовисування                                    | Чернігівська область      | 210      |            | 12.05.1998          | 14.05.2002         |
| Петров Олег Володимирович              |                                                      | Самовисування                                    | Чернігівська область      | 211      |            | 12.05.1998          | 14.05.2002         |
| Бондаренко Володимир Дмитрович         |                                                      | Самовисування                                    | м. Київ                   | 212      |            | 12.05.1998          | 14.05.2002         |
| Мокроусов Анатолій Олексійович         |                                                      | Самовисування                                    | м. Київ                   | 213      |            | 02.06.1998          | 14.05.2002         |
| Терьохін Сергій Анатолійович           |                                                      | Самовисування                                    | м. Київ                   | 214      |            | 12.05.1998          | 14.05.2002         |
| Бродський Михайло Юрійович             |                                                      | Самовисування                                    | м. Київ                   | 215      |            | 12.05.1998          | 14.05.2002         |
| Чубатенко Олександр Миколайович        |                                                      | Самовисування                                    | м. Київ                   | 216      |            | 12.05.1998          | 14.05.2002         |
| Задорожній Олександр Вікторович        |                                                      | Блок «Блок Демократичних партій — НЕП»           | м. Київ                   | 217      |            | 12.05.1998          | 14.05.2002         |
| Бабич Валерій Георгійович              |                                                      | Самовисування                                    | м. Київ                   | 218      |            | 12.05.1998          | 14.05.2002         |
| Черновецький Леонід Михайлович         |                                                      | Самовисування                                    | м. Київ                   | 219      |            | 12.05.1998          | 14.05.2002         |
| Слободян Олександр В'ячеславович       |                                                      | Народний рух України                             | м. Київ                   | 220      |            | 12.05.1998          | 14.05.2002         |
| Салій Іван Миколайович                 |                                                      | Самовисування                                    | м. Київ                   | 221      |            | 05.07.2000          | 14.05.2002         |
| Головатий Сергій Петрович              |                                                      | Самовисування                                    | м. Київ                   | 222      |            | 12.05.1998          | 14.05.2002         |
| Косаківський Леонід Григорович         |                                                      | Самовисування                                    | м. Київ                   | 223      |            | 12.05.1998          | 14.05.2002         |
| Кондратевський Сергій Михайлович       |                                                      | Самовисування                                    | м. Севастополь            | 224      |            | 12.05.1998          | 14.05.2002         |
| Зачосов Вадим Олександрович            |                                                      | Комуністична партія України                      | м. Севастополь            | 225      |            | 12.05.1998          | 14.05.2002         |